# August Wilhelm Bullrich

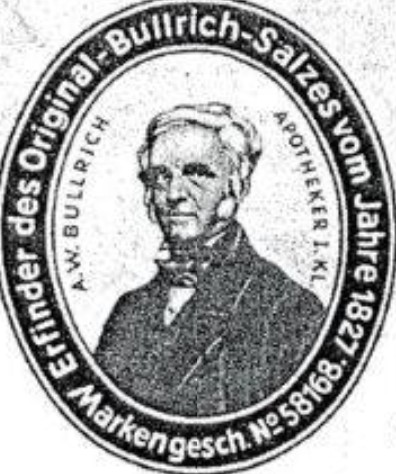
Portrait August Wilhelm Bullrich

August Wilhelm Bullrich (* 2. Juni 1802 in Potsdam; † 3. Juli 1859 in Berlin) war ein deutscher Apotheker und Unternehmer.

## Leben
Er entdeckte 1827, dass Natriumhydrogencarbonat ein ausgezeichnetes Therapeutikum gegen Sodbrennen und Magenbeschwerden ist, und vermarktete seine Erfindung als „Bullrichs Universal-Reinigungs-Salz“ oder kurz Bullrich-Salz. 
Er hinterließ keine Kinder. Sein Unternehmen wurde zunächst von seiner Nichte weitergeführt, bevor es 1920 in den Besitz der Familie Spielhagen kam und 1982 von delta pronatura übernommen wurde. Bullrich-Salz gehört heute zu den ältesten deutschen Markenartikeln.
August Wilhelm Bullrich wurde aus dem Friedhof Georgen-Parochial I in Berlin Prenzlauer Berg bestattet, das Grab ist nicht mehr erhalten.